# Langer Abschied (Trifonow)
Langer Abschied (russisch Долгое прощание Dolgoje proschtschanije) ist eine Erzählung des sowjetischen Schriftstellers Juri Trifonow, die 1971 im Augustheft der Moskauer Literaturzeitschrift Nowy Mir und 1973 auf S. 127–216 der gleichnamigen Sammlung, ebenfalls in Moskau, erschien. Der Text gehört zu Trifonows urbaner Prosa – den Moskauer Novellen.

## Handlung
„Das Schlimmste ist dieser lange Abschied“ denkt der Stückeschreiber Grigori Fjodorowitsch Rebrow, Grischa gerufen, als er seine Lebensgefährtin Ljalja – eigentlich Ludmila Petrowna Telepnjowa – in Moskau verlässt und nach einer mindestens fünf Tage langen Eisenbahnfahrt gen Osten den Startpunkt zu einer mehrmonatigen Taiga-Expedition erreicht. Unterwegs soll ein Abstecher nach Petrowsk-Sabaikalski unternommen werden. In der dortigen Eisenhütte ist Iwan Pryshow, der Held seines Stücks, in der Verbannung gestorben. Der verlassenen Schauspielerin Ljalja – Jahrgang 1927 – geht es gar nicht gut. Die ledige, kinderlose Frau hat gerade ihre dritte Abtreibung hinter sich.
Bis zu seinem 6. Schuljahr hatte Grischa eine behütete Kindheit verlebt. Als sein Vater, ein Ökonom, vom Dienst suspendiert wurde, hatte die Familie ihre Wohnung verlassen müssen. Der Vater war Anfang 1942 an Lungenentzündung gestorben. Grischa und Ljalja kennen sich seit der 7. Klasse und waren seither zusammengeblieben. Aus der Heirat im Winter 1947 war nichts geworden.
Ljalja war fünf Jahre später am Theater Saratow engagiert worden. Grischa war zu Hause in Moskau geblieben. In Saratow hatte der amtierende mächtige Theaterleiter German Wladimirowitsch Smurny eine Auge auf die Schauspielerin geworfen. Ljalja hatte ihn abgeblitzt und seither lediglich kümmerliche Rollen bekommen. Ljalja erlaubt dem kaum bekannten Dramatiker Nikolai Demjanowitsch Smoljanow, einem Saratower, die Annäherung. Im Gegenzug setzt Smoljanow bei Smurny für Ljalja eine der Hauptrollen in seinem dritten Theaterstück durch. Ljalja steigt zum Saratower Star auf. Das muss gefeiert werden. Grischa reist an, wird von Ljalja dem Dramatiker Smoljanow vorgestellt und riecht bald Lunte. Er sagt Ljalja die Liaison mit Smoljanow auf den Kopf zu. Die Lebensgefährtin bestreitet das. Der glücklose Schreiber Grischa legt den Saratower Theaterleuten sein neuestes Stück vor, das niemand annehmen will. Smoljanow will Grischa dennoch aus seinem Tief heraushelfen und bietet ihm den Posten des Chefdramaturgen unter Smurny an. Grischa lehnt ab und geht nach Moskau zurück.
Als Smoljanows Stern sinkt, verlässt ihn Ljalja und kehrt zu Grischa heim. Letzterer kann die vermutete Untreue der Lebensgefährtin nicht verwinden und macht sich davon.

## Rezeption
- Reinhard Baumgart möchte am 4. Juni 1976 in der Zeit in „das dichte Geflecht der Personen, Motive, Zeiten“[6] eindringen.
- Ralf Schröder geht im April 1982 kurz auf die Relation von Grischas Stück zu Dostojewskis Dämonen ein.[7]

## Verfilmung
- 2004, Russland, Kino-Compagnie filmpro[8]: Langer Abschied[9], Spielfilm (106 min) von Sergei Ursuljak[10] mit Polina Agurejewa[11] als Ljalja Telepnjowa, Boris Kamorsin[12] als Nikolai Smoljanow und Andrei Schtschennikow[13] als Grischa Rebrow.[14][15]

### Deutschsprachige Ausgaben
- Juri Trifonow: Langer Abschied. Deutsch von Eckhard Thiele. Verlag Volk und Welt (Reihe Spektrum Bd. 86), Berlin 1975
- Jurij Trifonow: Langer Abschied. Aus dem Russischen von Sylvia List. Luchterhand (Sammlung Luchterhand 165), Darmstadt 1976
- Juri Trifonow: Moskauer Novellen. Langer Abschied. Deutsch von Eckhard Thiele. S. 386–483 in Juri Trifonow: Ausgewählte Werke. Band 2  Verlag Volk und Welt, Berlin 1983 (1. Aufl., verwendete Ausgabe)

### Sekundärliteratur
- Ralf Schröder (Hrsg.): Juri Trifonow: Ausgewählte Werke. Band 4.  Verlag Volk und Welt, Berlin 1983 (1. Aufl.)